# Đại học Wszechnica Polska, Warszawa
Học viện WSB tại Warsaw (trước đây là Đại học Wszechnica Polska tại Warsaw / Wszechnica Polska Szkoła Wyższa w Warszawie, Wszechnica Polska - Szkoła Wyższa Towarzystwa Wiedzy Powszechnej ) là một trường đại học tư thục ở Warsaw, Ba Lan.

## Lịch sử
Đại học Wszechnica Polska tại Warsaw được thành lập vào năm 2001. Trường được liệt kê trong sổ đăng ký chính thức của các tổ chức giáo dục đại học tư thục (đăng ký số 195) của Bộ Khoa học và Giáo dục Đại học. Nó điều hành các khóa học toàn thời gian và ngoại khóa trong các nghiên cứu BA (nghiên cứu chu kỳ 1 - danh hiệu Cử nhân hoặc Kỹ sư) và các khóa học ngoại khóa trong các nghiên cứu MA (nghiên cứu chu kỳ 2 - danh hiệu Thạc sĩ).  Vị trí trung tâm của trường đại học là Cung văn hóa và khoa học tại Warsaw. Trường có cơ sở giáo dục riêng tại số 10 Phố Karmelicka. 
Từ ngày 1 tháng 8 năm 2025, trường đại học đã sáp nhập với Học viện WSB.

## Giáo dục
Sinh viên được ghi danh vào trường đại học mà không cần trải qua bất kỳ kì thi tuyển sinh nào. Trong quá trình học, ngoại ngữ (tiếng Anh, tiếng Tây Ban Nha, tiếng Đức và tiếng Nga) và Công nghệ thông tin được giảng dạy. Trường tổ chức các khóa học tiếng Ba Lan và Văn hóa Ba Lan cho sinh viên nước ngoài.  Tham gia vào các nghiên cứu sau đại học được mở cho những người có bằng BA hoặc MA. 

## Trao đổi quốc tế
Từ năm 2007, Đại học Wszechnica Polska tại Warsaw đã áp dụng Hệ thống chuyển tiền tín dụng châu Âu (ECTS) và tham gia vào các chương trình trao đổi sinh viên và nhân viên theo Erasmus. Năm 2014, trường đã tham gia Erasmus + và Quỹ học bổng và đào tạo (FSS). 